# Liste des tours Chappe de la ligne Paris - Strasbourg
Pour un article plus général, voir Télégraphe Chappe.
| Sur tour ronde | Sur tour carrée | Clocher | Sur tour forme pyramidale | Ambulant |
| -------------- | --------------- | ------- | ------------------------- | -------- |
| ●              | ■               | ◬       | ▲                         | ⨂        |

## Secteur Paris - Metz
| Tour                  | Forme | Commune                | Département        | État    | Coordonnées                      | Remarques                                           |
| --------------------- | ----- | ---------------------- | ------------------ | ------- | -------------------------------- | --------------------------------------------------- |
| Tour central          | ■     | 7e arrondissement      | Paris              |         | 48° 51′ 24″ nord, 2° 19′ 07″ est | no 103 rue de Grenelle                              |
| St. Eustache          | ◬     | 1er arrondissement     | Paris              |         | 48° 51′ 47,8″ N, 2° 20′ 42,2″ E  | Église Saint-Eustache de Paris                      |
| Belleville            | ●     | Belleville             | Paris              |         | 48° 52′ 28″ N, 2° 23′ 59″ E      | Télégraphe de Saint-Fargeau                         |
| Gagny                 | ●     | Gagny                  | Seine-Saint-Denis  |         | 48° 53′ 41″ N, 2° 31′ 38″ E      |                                                     |
| Carnetin              | ■     | Carnetin               | Seine-et-Marne     |         | 48° 54′ 40″ N, 2° 41′ 53″ E      |                                                     |
| Neufmontiers          | ●     | Chauconin-Neufmontiers | Seine-et-Marne     |         | 48° 59′ 11″ N, 2° 50′ 47″ E      |                                                     |
| Montceaux             | ■     | Montceaux-lès-Meaux    | Seine-et-Marne     |         | 48° 56′ 21″ N, 2° 59′ 46″ E      |                                                     |
| La Ferté-sous-Jouarre | ■     | La Ferté-sous-Jouarre  | Seine-et-Marne     |         | 48°58'04.6"N 3°07'59.3"E         |                                                     |
| Méry                  | ■     | Méry-sur-Marne         | Seine-et-Marne     |         | 48°59'12.3"N 3°13'08.7"E         |                                                     |
| La Chapelle           | ●     | La Chapelle-sur-Chézy  | Aisne              |         | 48°57'42.6"N 3°21'18.0"E         |                                                     |
| Fontenelle            | ■     | Fontenelle-en-Brie     | Aisne              |         | 48° 55′ 38″ N, 3° 28′ 33″ E      |                                                     |
| Janvilliers           | ■     | Janvilliers            | Marne              |         | 48°54'03.2"N 3°39'32.0"E         |                                                     |
| Congy                 | ■     | Congy                  | Marne              |         | 48°51'49.8"N 3°49'03.1"E         |                                                     |
| Mont-Aimé             | ●     | Bergères-lès-Vertus    | Marne              |         | 48°51'39.1"N 3°59'48.6"E         | Mont Aimé                                           |
| Cheniers              | ■     | Cheniers               | Marne              |         | 48° 53′ 17″ N, 4° 13′ 24″ E      |                                                     |
| Fagnières             | ■     | Fagnières              | Marne              |         | 48°56'38.3"N 4°20'43.9"E         |                                                     |
| Châlons-sur-Marne     | ●     | Châlons-en-Champagne   | Marne              |         |                                  |                                                     |
| Montmichel            | ■     |                        |                    |         |                                  |                                                     |
| L'Épine               | ◬     | L'Épine                | Marne              |         |                                  |                                                     |
| Tilloy                | ▲     | Tilloy-et-Bellay       | Marne              |         | 49°00'44.2"N 4°33'51.7"E         |                                                     |
| La Croix-en-Champagne | ▲     | La Croix-en-Champagne  | Marne              |         | 49°03'42.4"N 4°39'15.6"E         |                                                     |
| Valmy                 | ▲     | Valmy                  | Marne              |         | 49°05'52.1"N 4°46'25.9"E         |                                                     |
| Chaudefontaine        | ●     | Chaudefontaine         | Marne              |         |                                  |                                                     |
| Les Islettes          | ▲     | Les Islettes           | Meuse              |         | 49°06'12.9"N 4°58'43.7"E         |                                                     |
| Clermont              | ■     | Clermont-en-Argonne    | Meuse              |         | 49°06'06.8"N 5°04'03.7"E         |                                                     |
| Sivry                 | ■     | Sivry-la-Perche        | Meuse              |         | 49°08'31.5"N 5°14'42.7"E         |                                                     |
| Verdun                | ●     | Verdun                 | Meuse              |         | 49°09'13.8"N 5°19'43.7"E         |                                                     |
| Douaumont             | ▲     | Douaumont              | Meuse              |         | 49°12'59.0"N 5°26'20.3"E         |                                                     |
| Pierreville           | ▲     | Gincrey                | Meuse              |         | 49°15'50.3"N 5°33'13.4"E         | Pièce du Télégraphe près de la ferme de Pierreville |
| Éton                  | ▲     | Éton                   | Meuse              |         | 49° 16′ 53″ N, 5° 40′ 17″ E      |                                                     |
| Gondrecourt           | ▲     | Gondrecourt-Aix        | Meurthe-et-Moselle | Détruit | 49° 14′ 22″ N, 5° 47′ 19″ E      |                                                     |
| Giraumont             | ▲     | Giraumont              | Meurthe-et-Moselle |         | 49°10'04.1"N 5°54'43.9"E         |                                                     |
| Vernéville            | ▲     | Vernéville             | Moselle            |         | 49°08'43.1"N 5°59'54.0"E         |                                                     |
| Mont Saint-Quentin    | ▲     | Scy-Chazelles          | Moselle            |         | 49°07'16.6"N 6°07'44.9"E         |                                                     |
| Metz                  | ●     | Metz                   | Moselle            |         |                                  |                                                     |

## Secteur Metz - Strasbourg[3],[4]
| Tour           | Forme | Commune                  | Département | État | Coordonnées                      | Remarques                           |
| -------------- | ----- | ------------------------ | ----------- | ---- | -------------------------------- | ----------------------------------- |
| Metz           | ●     | Metz                     | Moselle     |      |                                  |                                     |
| Mercy-le-Haut  | ▲     | Ars-Laquenexy            | Moselle     |      |                                  |                                     |
| Pontoy         | ▲     | Pontoy                   | Moselle     |      | 49°00'24.0"N 6°18'10.3"E         |                                     |
| Delme          | ▲     | Delme                    | Moselle     |      | 48°54'56.8"N 6°21'55.8"E         |                                     |
| Château-Salins | ▲     | Château-Salins           | Moselle     |      | 48°50'11.9"N 6°28'08.5"E         |                                     |
| Vic-sur-Seille | ▲     | Vic-sur-Seille           | Moselle     |      | 48° 47′ 44″ N, 6° 32′ 25″ E      |                                     |
| Lezey          | ▲     | Lezey                    | Moselle     |      | 48°45'15.2"N 6°37'32.6"E         |                                     |
| Marimont       | ■     | Bourdonnay               | Moselle     |      | 48° 43′ 59″ N, 6° 43′ 37″ E      |                                     |
| Languemberg    | ◬     | Languimberg              | Moselle     |      |                                  |                                     |
| Sarrebourg     | ▲     | Sarrebourg               | Moselle     |      |                                  |                                     |
| Saint-Jean     | ▲     | Saint-Jean-Kourtzerode ? |             |      |                                  |                                     |
| Honbert        | ●     | Haegen                   | Bas-Rhin    |      | 48° 43′ 22″ nord, 7° 20′ 11″ est | Tour Chappe du Haut-Barr            |
| Hohguefft      | ●     | Hohengœft                | Bas-Rhin    |      |                                  |                                     |
| Dingsheim      | ●     | Dingsheim                | Bas-Rhin    |      |                                  |                                     |
| Strasbourg     | ◬     | Strasbourg               | Bas-Rhin    |      |                                  | Cathédrale Notre-Dame de Strasbourg |

### Secteur Metz - Mayence[1],[6]

#### Ligne 1
| Tour                    | Forme | Commune      | Département | État | Coordonnées | Remarques                       |
| ----------------------- | ----- | ------------ | ----------- | ---- | ----------- | ------------------------------- |
| Metz                    | ●     | Metz         | Moselle     |      |             |                                 |
| Les Bottes              | ⨂     |              |             |      |             |                                 |
| Les Brières             | ⨂     |              |             |      |             |                                 |
| Bannay                  | ⨂     | Bannay       | Moselle     |      |             |                                 |
| Boucheporn              | ⨂     | Boucheporn   | Moselle     |      |             |                                 |
| Tromborn                | ⨂     | Tromborn     | Moselle     |      |             |                                 |
| Lognon                  | ⨂     |              |             |      |             |                                 |
| Siersburg               | ⨂     |              |             |      |             |                                 |
| Niedermonde (Litermont) | ⨂     | Düppenweiler |             |      |             |                                 |
| Reisveiler              | ⨂     |              |             |      |             |                                 |
| Vetelfangen             | ⨂     |              |             |      |             |                                 |
| Stennweiler             | ⨂     |              |             |      |             |                                 |
| Niederkirchen           | ⨂     |              |             |      |             |                                 |
| Albessen                | ⨂     |              |             |      |             |                                 |
| Oberalben               | ⨂     |              |             |      |             |                                 |
|                         |       |              |             |      |             |                                 |
| Mayence                 | ?     | Mayence      |             |      |             | Église Saint-Étienne de Mayence |

#### Ligne 2
| Tour                    | Forme | Commune               | Département | État | Coordonnées | Remarques                       |
| ----------------------- | ----- | --------------------- | ----------- | ---- | ----------- | ------------------------------- |
| Metz                    | ●     | Metz                  | Moselle     |      |             |                                 |
| Grimont                 | ⨂     | Saint-Julien-lès-Metz | Moselle     |      |             |                                 |
| Vigy                    | ⨂     | Vigy                  | Moselle     |      |             |                                 |
| St. Bernard             | ⨂     | Saint-Bernard         | Moselle     |      |             |                                 |
| Freystroff              | ⨂     | Freistroff            | Moselle     |      |             |                                 |
| Tromborn                | ⨂     | Tromborn              | Moselle     |      |             |                                 |
| Lognon                  | ⨂     |                       |             |      |             |                                 |
| Siersburg               | ⨂     |                       |             |      |             |                                 |
| Niedermonde (Litermont) | ⨂     | Düppenweiler          |             |      |             |                                 |
| Eidenborn               | ⨂     |                       |             |      |             |                                 |
| Humes                   | ⨂     |                       |             |      |             |                                 |
| Urexweiler              | ⨂     |                       |             |      |             |                                 |
| Leitersweiler           | ⨂     |                       |             |      |             |                                 |
| Reichweiler             | ⨂     |                       |             |      |             |                                 |
| Oberalben               | ⨂     |                       |             |      |             |                                 |
| Ulmet                   |       |                       |             |      |             |                                 |
| Homberg                 |       |                       |             |      |             |                                 |
| Desloch                 |       |                       |             |      |             |                                 |
| Boos                    |       |                       |             |      |             |                                 |
| Bad Kreuznach           |       |                       |             |      |             |                                 |
| Zotzenheim              |       |                       |             |      |             |                                 |
| Schwabenheim/Selz       |       |                       |             |      |             |                                 |
| Mayence                 | ?     | Mayence               |             |      |             | Église Saint-Étienne de Mayence |

### Secteur Vic-sur-Seille - Lunéville[7]
| Tour            | Forme | Commune              | Département        | État | Coordonnées                 | Remarques            |
| --------------- | ----- | -------------------- | ------------------ | ---- | --------------------------- | -------------------- |
| Vic-sur-Seille  | ▲     | Vic-sur-Seille       | Moselle            |      | 48° 47′ 44″ N, 6° 32′ 25″ E |                      |
| Vaudrecourt     | ?     | Arracourt            | Meurthe-et-Moselle |      |                             |                      |
| Côte de la Coye | ?     | Sionviller / Jolivet | Meurthe-et-Moselle |      |                             | Haut de la Coye      |
| Lunéville       | ?     | Lunéville            | Meurthe-et-Moselle |      | 48° 35′ 41″ N, 6° 29′ 27″ E | Château de Lunéville |

### Secteur Strasbourg - Huningue[8]
| Tour                   | Forme | Commune                | Département | État | Coordonnées | Remarques                    |
| ---------------------- | ----- | ---------------------- | ----------- | ---- | ----------- | ---------------------------- |
| Strasbourg             | ◬     | Strasbourg             | Bas-Rhin    |      |             | Église Saint-Pierre-le-Jeune |
| Hipsheim               | ?     | Hipsheim               | Bas-Rhin    |      |             |                              |
| Benfeld                | ?     | Benfeld                | Bas-Rhin    |      |             |                              |
| Hilbesheim             | ?     | Hilsenheim ?           | Bas-Rhin    |      |             |                              |
| Mussig                 | ?     | Mussig                 | Bas-Rhin    |      |             |                              |
| Elsenheim              | ?     | Elsenheim              | Bas-Rhin    |      |             |                              |
| Fortschwihr            | ?     | Fortschwihr            | Haut-Rhin   |      |             |                              |
| Sainte-Croix-en-Plaine | ?     | Sainte-Croix-en-Plaine | Haut-Rhin   |      |             |                              |
| Meyenheim              | ?     | Meyenheim              | Haut-Rhin   |      |             |                              |
| Ensisheim              | ?     | Ensisheim              | Haut-Rhin   |      |             |                              |
| Wittenheim             | ?     | Wittenheim             | Haut-Rhin   |      |             |                              |
| Rixheim                | ?     | Rixheim                | Haut-Rhin   |      |             |                              |
| Stetten                | ?     | Stetten                | Haut-Rhin   |      |             |                              |
| Huningue               | ?     | Huningue               | Haut-Rhin   |      |             |                              |